# Joan I Orsini
Joan I Orsini fou comte palatí i senyor de Cefalònia i Zante des del 1303 fins a la seva mort el 1317, anteriorment el seu pare li va assignar el senyoriu de Lèucada (1295).
El seu matrimoni amb Maria Àngela, filla del dèspota de l'Epir Nicèfor I, no va impedir que a la mort d'aquest, i com a feudatari de Carles II d'Anjou, hagués de lluitar contra la seva sogra. També va estar implicat en les guerres per la conquesta del Principat d'Acaia i va passar del bàndol del pretendent Ferran de Mallorca, al de Matilda d'Hainaut i Lluís de Borgonya.

## Unió amb l'Epir
Joan era el fill únic del comte Ricard I Orsini i net del comte Mateu I Orsini i d'una filla del sebastocràtor Joan I Àngel-Comnè.
El 1292 es va casar amb Maria, filla del dèspota de l'Epir Nicèfor Andrònic. Maria havia estat enviada com a ostatge a Cefalònia com a garantia de la lleialtat del seu pare, Nicèfor, envers els prínceps llatins quan Ricard Orsini i les forces del Principat d'Acaia estaven col·laborant en una campanya militar aixecar el setge que l'exèrcit romà d'Orient mantenia a la ciutat de Ioànnina. Després que els romans d'Orient van ser expulsats de l'Epir, Ricard, sense consultar Nicèfor, va casar el seu fill Joan amb Maria. Això va aixecar la indignació de Nicèfor que no es va calmar fins al 1295, quan la jove parella va anar a viure a la seva cort. Allà Joan es va guanyar l'afecte del seu sogre, fins al punt que aquest li va conferir el senyoriu de Lèucada —cosa que havia promès a Ricard però no havia lliurat— i també va cedir a la parella l'illa d'Ítaca. Joan i Maria, però, van continuar residint a la cort de l'Epir fins a la mort de Ricard el 1303 o 1304.

## Conflicte amb Margarida de Villehardouin
Amb la mort del seu pare, Joan es va veure immediatament implicat en una batalla legal amb la seva madrastra, Margarida de Villehardouin, amb relació a la seva herència: Margarida al·legava que el feu de Katochi a l'Epir, i també una quantitat de béns mobles valorats en 100.000 perpres li pertocaven en herència del seu marit. Al començament el senyor del qui era feudatari Joan, Felip de Savoia, príncep d'Acaia, es va posar a favor seu, especialment quan va rebre de Joan un «regal» de 3.656 lliures en el moment de jurar-li lleialtat el 7 d'abril del 1304. Margarida va cercar el suport del batlle d'Acaia, Nicolau III de Saint Omer, que sempre va estar predisposat a oposar-se al govern autoritari de Felip. Al final, després d'un violent enfrontament entre els partidaris de Nicolau i els del príncep Felip, es va arribar a un compromís en el qual Joan pagava a la seva madrastra 20.000 perpres. A la Crònica de Morea es narra un altre episodi de l'enfrontament entre Saint Omer i Joan: Saint Omer estava casat amb una germana de Joan, Guillerme, però la tenia abandonada i tancada en un castell; Joan va enviar un dels seus parents, Guillem Orsini, a segrestar-la una nit i portar-la a Cefalònia.

## Conflicte amb Anna de l'Epir
Poc després de la successió del seu pare, l'estiu del 1304, Joan i Felip de Savoia, va rebre ordres del rei Carles II d'Anjou amb la missió d'atacar l'Epir, on la regent de Tomàs I Àngel, Anna, havia refusat continuar amb el vassallatge que el seu difunt marit havia acordat amb el Regne de Nàpols. Joan es va veure obligat a enfrontar-se a l'exèrcit de la seva sogra, la qual tenia un nombrós contingent d'aqueus que van neutralitzar el setge que mantenia a la ciutat d'Arta i va haver de retirar les seves tropes. Carles II estava determinat a repetir l'ofensiva l'any següent; mentrestant Anna va subornar Felip perquè es quedés a la Morea. Després Felip es va negar a participar en la campanya amb el pretext de tenir una reunió de les corts a Corint, on tots els barons i vassalls del principat, inclòs Joan, s'havien reunit. Carles II va reaccionar deposant Felip i transferint el principat directament al seu fill Felip I de Tàrent. El nou príncep va encetar una altra invasió a l'Epir el 1307, que va ser un fracàs a causa de l'esclat d'una epidèmia que va afectar les tropes; amb tot, va aconseguir prendre a Anna algunes concessions territorials. Segons la versió aragonesa de la Crònica de Morea, Joan no tan sols va participar en aquesta segona expedició sinó que la va instigar, potser esperant ser el substitut de Tomàs I Àngel com a dèspota de l'Epir.

## Participació en la conquesta d'Acaia
El 1315, l'infant Ferran de Mallorca va envair la Morea i va provar d'apoderar-se el tron del principat vacant basant-se en els drets de la seva esposa, Isabel de Sabran. Igual com van fer la majoria dels barons i vassalls del Principat d'Acaia, Joan li va donar suport al començament però després es va passar al bàndol de l'hereva legítima, la princesa Matilda d'Hainaut, i el seu marit Lluís de Borgonya, quan van arribar a Morea el 1316. En la decisiva batalla de Manolada el 5 de juliol del 1316, Joan va comandar la primera línia d'atac. Ferran de Mallorca, mogut per la ràbia que li va causar la traïció de Joan i la disputa amb Margarida de Villehardouin —sogra de Ferran— va llançar una furiosa ofensiva trencant la línia de formació de Joan, però va ser derrotat per la segona línia, comandada per Lluís. En el combat que va seguir Ferran va morir i els seus soldats van fugir. Gairebé un mes després Lluís de Borgonya va morir a l'edat de 18 anys, sembla que per una malaltia. Això no obstant, hi ha un text procliu a la intervenció catalana a la zona, que acusa Joan d'haver enverinat a Lluís.
Joan va morir el 1317 i el va succeir el seu fill Nicolau, el qual al llarg del mateix any va fer realitat les aspiracions del seu pare respecte a l'Epir, el qual va matar el seu oncle Tomàs I Àngel i va assumir el poder.

## Matrimoni i descendència
Casat amb Maria Àngela, filla de Nicèfor de l'Epir, va deixar tres fills i una filla. Els dos fills grans, Nicolau I Orsini i Joan II Orsini, van ser comtes successivament. La filla, Margarita, fou senyora de la meitat de Zante el 1328 i es va casar (abans del 1311) amb Guillem de Tocco. Un fill de nom Guido, va tenir descendència però no es pot reconstruir (el 1588 encara un descendent seu reclamava la senyoria de les illes Jòniques).